# Simon Schläpfer
Simon Schläpfer (* 27. April 1999) ist ein Schweizer Unihockeyspieler, der seit 2023 für den UHC Pfannenstiel spielt. Zuvor stand er beim Nationalliga-A-Verein UHC Uster unter Vertrag.

## Karriere
Schläpfer spielte zunächst für die Jona-Uznach Flames. 2015 kam er zum UHC Uster, wo er mit den U18- und den U21-Junioren ins Cupfinale einzog. 2017 debütierte er in der Nationalliga A für den UHC Uster. Als Förderkaderspieler stand er bei NLA-Partien im Aufgebot und kam auch zu aktiven Einsätzen. 2019 erhielt er einen Zweijahresvertrag in der höchsten Liga. Insgesamt nahm er in vier Jahren an 105 NLA-Spielen teil und erzielte 12 Skorerpunkte. 2023 wechselte er zum UHC Pfannenstiel (1. Liga).

## Privates
Schläpfer stammt aus St. Gallen. Er ist Student der Elektrotechnik und Informationstechnologie.